# Winona (Texas)
Winona és una població dels Estats Units a l'estat de Texas. Segons el cens del 2000 tenia 582 habitants.

## Demografia
Segons el cens del 2000, Winona tenia 582 habitants, 217 habitatges, i 157 famílies. La densitat de població era de 144 habitants per km².
Dels 217 habitatges en un 39,2% hi vivien nens de menys de 18 anys, en un 53,9% hi vivien parelles casades, en un 15,2% dones solteres, i en un 27,2% no eren unitats familiars. En el 25,3% dels habitatges hi vivien persones soles el 16,1% de les quals corresponia a persones de 65 anys o més que vivien soles. El nombre mitjà de persones vivint en cada habitatge era de 2,68 i el nombre mitjà de persones que vivien en cada família era de 3,21.
Per edats la població es repartia de la següent manera: un 29,7% tenia menys de 18 anys, un 7,2% entre 18 i 24, un 29,6% entre 25 i 44, un 21% de 45 a 60 i un 12,5% 65 anys o més.
L'edat mediana era de 35 anys. Per cada 100 dones de 18 o més anys hi havia 89,4 homes.
La renda mediana per habitatge era de 38.750 $ i la renda mediana per família de 44.250 $. Els homes tenien una renda mediana de 31.250 $ mentre que les dones 23.750 $. La renda per capita de la població era de 15.781 $. Aproximadament el 6,9% de les famílies i l'11,5% de la població estaven per davall del llindar de pobresa.

## Poblacions més properes
El següent diagrama mostra les poblacions més properes.